# Radiovce
Radiovce (makedonsky: Радиовце, albánsky: Radoveci) je vesnice v Severní Makedonii. Nachází se v opštině Brvenica v Položském regionu.

## Geografie
Radiovce jsou jedinou vesnicí v opštině, které se celé nachází v oblasti Položská kotlina. Leží na dvou řekách - Vardar a Bogovinjska reka. Tyto dvě řeky mají velký význam pro zdejší zemědělství a také pro rybářství. Zdejší půda je velmi úrodná a je bohatá na množství plodin, jako je kukuřice, pšenice, slavné fazole Tetovo, tuřín a žito. Velký význam má také hora Gorica, která se rozprostírá hned za vesnicí.
Vesnicí prochází hlavní silnice spojující Gostivar a Tetovo. Radiovce jsou tak také důležitým tranzitním bodem.

## Historie
První písemné zmínky o vesnici pochází z roku 1308, kdy byla darována kostelu sv. Nikiti ve Skopje. Předtím byla vesnice majetkem panovníka Vratislava. Ve spisech je uvedena pod názvem Radeevo. Druhá zmínka pochází z roku 1462, kdy byl ve vesnici odsouzen jistý Turek Imer bin Illiyaz. Vesnice je pravděpodobně stejně stará jako sousední Tumčevište. Jižně od obce se nachází pozůstatky obce Crkvišta, kde byly nalezeny zbytky kostela.
V osmanských daňových spisech z let 1626/27 bylo ve vesnici zaznamenáno 46 domácností.
Podle záznamů Vasila Kančova zde v roce 1900 žilo 150 obyvatel makedonské národnosti.

## Demografie
Podle sčítání lidu z roku 2021 žije ve vesnici 885 obyvatel, etnické skupiny jsou:
- Albánci – 541
- Makedonci – 330
- ostatní – 14

| Rok          | 1900 | 1929 | 1948 | 1953 | 1961 | 1971 | 1981 | 1994 | 2002 | 2021 |
| ------------ | ---- | ---- | ---- | ---- | ---- | ---- | ---- | ---- | ---- | ---- |
| Obyvatelstvo | 150  | 345  | 461  | 534  | 599  | 630  | 825  | 1026 | 1049 | 885  |